# Свадільфарі
Свадільф́арі — у германо-скандинавській міфології кінь, який належав велетню, що будував мури Мідгарду (не Асгарду, як вказано в багатьох сумнівних джерелах).
Чарівний кінь Свадільфарі не менше відомий, ніж Слейпнір, хоча в «Молодшій Едді» Стурлусона про цього міфологічного персонажа сказано зовсім небагато. Свадільфарі фігурує в міфі про те, як безіменний велетень-муляр зводив стіну навколо Мідгарду.

## Видіння Гюльві
У Главі 42 вказано походження Слейпніра. Ганлері (який є замаскованим конунгом Гюльві) запитує Високого (Одіна), власника Слейпніра, що він може розповісти про свого коня. Високий здивувався тому, що Ганлері нічого не відомо про Слейпніра і про його походження. Одін розповів історію — коли боги звели Мідгард і звели Вальгаллу, прийшов до них велетень-майстер, який взявся побудувати за три півріччя стіни, які могли б встояти проти гірських і інеїстих велетнів, якщо вони надумають напасти на Мідгард.
За свою роботу майстер-велетень зажадав місяць, сонце і Фрейю. Локі натякнув, що навіть настільки могутній велетень фізично не в змозі збудувати стіну в термін. Однак майстер всіх здивував, адже мав чарівного коня Свадільфарі, про походження якого нічого не відомо. У «Молодшій Едді» сказано, що Свадільфарі був неймовірно сильний і «працював удвічі більше муляра». Асам стало очевидно, що велетень встигне збудувати стіну і тоді вони вмовили Локі обманути велетня, тому що умови майстра були прийняті за його порадою. Коли мулярові залишилося добудувати лише ворота, він рушив до каменоломні зі Свадільфарі. В ніч, коли у лісі панувала тиша і було чути тільки шум дерев, велетень знову взявся за роботу. Гриміло каміння, повалені дерева з гуркотом падали, земля аж трусилася від кожного кроку гіганта. Віз аж згинався під вантажем, колеса скрипіли так сильно, що здавалось, ніби підвода зараз зламається та розлетиться на друзки. Раптом почувся глухий тріск дерева.
Перед велетнем та його конем постала надзвичайно гарна та доглянута кобила. Свадільфарі наче збожеволів, ніколи раніше не бачив він такої гарної дикої кобилки. Він скинув надокучливу ношу та кинувся навздогін. Перевтілений Локі цілу ніч бігав лісом, за ним біг ошалілий кінь, а коня наздоганяв розлючений будівельник-гігант.
У свято осіннього урожаю, коли будівництво було незавершеним, велетень зрозумів, що боги обдурили його і навіть, якщо він закінчить будівництво вчасно, то вони не виконають поставлених ним умов. Тому він попрямував до них, вимагаючи справедливості та розплати. Наближаючись до палацу, він вирвав двері зі всіма замками, коли боги пили хмільний ель та танцювали, і накинувся на Одіна, адже той знехтував своєю обіцянкою. «Через твого сина Локі я не вклався у відведений термін! Місяць і сонце залишай собі, але віддай мені Фрейю!», — закричав знавіснілий гігант. «Ти не виконав поставлених умов, тому я можу добряче тобі відплатити, але Фрейя залишиться з нами», — промовив Одін. Оскаженілий від люті, зціпивши зуби та затиснувши кулаки він кинувся на Одіна, але Тор, бог грому та блискавки, вдарив йотуна з розмаху своїм молотом та убив його.
Через деякий час кобила, за якою ганявся Свадільфарі, народила чудового жеребчика, який мав вісім ніг. Він був швидшим за вітер, бігав по воді та гірським схилам. Одін взяв його до себе та назвав Слейпніром.